# Стеркобилиноген
Стеркобилиноген (фекальный уробилиноген) это вещество, создаваемое бактериями в кишечнике. Оно образуется при разрушении гемоглобина, и далее преобразуется в соединение, придающее человеческим фекалиям коричневый цвет.
Билирубин-пигмент образующийся в результате разрушения гема. Печень связывает билирубин, делая его водорастворимым, а связанная форма выделяется с мочой как уробилиноген, придающий моче характерный цвет. В кишечнике же билирубин превращается бактериями в стеркобилиноген, который затем поглощается стенками кишечника и выделяется либо печенью, либо почками. Стеркобилиноген затем окисляется в стеркобилин, который и придаёт фекалиям цвет.
На ранних стадиях заболевания печени из-за нарушения экскреции желчных пигментов, стеркобилиноген поглощается в основном почками и в избытке выделяется с мочой в виде уробилиногена. Это является ранним признаком заболевания печени.